# Okręg wyborczy West Ham South
Okręg wyborczy West Ham South powstał w 1885 r. i wysyłał do brytyjskiej Izby Gmin jednego deputowanego. Okręg obejmował południową część okręgu West Ham. Został zlikwidowany w 1918 r., ale utworzono go ponownie w 1950 r. Ostatecznie zniesiono go w 1974 r.

## Deputowani do brytyjskiej Izby Gmin z okręgu West Ham South

### Deputowani w latach 1885–1918
- 1885–1886: Joseph Lynn Leicester
- 1886–1892: George Banes, Partia Konserwatywna
- 1892–1895: Keir Hardie, Partia Pracy
- 1895–1906: George Banes, Partia Konserwatywna
- 1906–1918: Will Thorne, Partia Pracy

### Deputowani w latach 1950–1974
- 1950–1974: Elwyn Jones, Partia Pracy